# Јамато Такеру
Јамато Такеру је био јапански легендарни јунак син вође племена Јамато и познат је по ратовању са непријатељским племенима: Кумасо и Емиши. Он се по налогу цара Кејко борио против ова два племена и то: против племена Кумасо 97. године и племена Емиши 110-120. године. Ратујући са племеном Кумасо, Јамато се захваљујући свом младалачком изгледу маскирао у жену и потом спровео свој план, наиме погубио је вођу племена Кавакамитатеру. Том приликом и добија надимак Јамато - јунак.
Додуше, постоје претпоставке да је у лику овог Хероја обједињено више личности - славних војсковођа и слава многобројних освајачких похода.